# Eremiaphila spinulosa
Eremiaphila spinulosa è una specie di mantide religiosa appartenente al genere Eremiaphila.